# 緬甸軍人節
緬甸軍人節原名抗战日，是缅甸国防军的慶祝节日，於每年3月27日舉行。它是为了纪念1945年缅甸军队开始抵抗日本占领（緬甸戰役）的日子。

## 官方活動

### 閱兵
官方慶祝建軍節的主要活動是在首都內比都市中心由緬甸國防軍舉辦閱兵式，閱兵典禮於2005年緬甸遷都以前在舊都仰光舉行。 閱兵式的大閱官是緬甸國防軍總司令，通常擁有大將（相當於陸軍元帥）軍銜。
往年閱兵式矚目焦點：
- 2013年：諾貝爾和平獎得主昂山素季是與會者之一。[2]
- 2019年：敏昂萊大將無法出席第74屆建軍活動，由梭溫副大將代理出席。[3]
- 2020年：由於緬甸Covid-19大流行，2020年建軍75週年的閱兵活動延期舉行。[4]在世界衛生組織宣布疫情得到控制後，緬甸軍方宣布將計劃舉行鑽禧慶祝活動。[5]預計出席者包括全國民主聯盟領導人丁吳（英语：Tin Oo）和緬甸前軍頭丹瑞。[6]
- 2021年：第76屆建軍節閱兵規模縮減，以遵循防疫規則。[3]俄羅斯國防部副部長亞歷山大·福明（英语：Alexander Fomin）出席該次閱兵。[7][8][9]

### 其他
建軍節除了閱兵以外，另會舉辦晚宴宴請將領和與會貴賓。

## 圖例

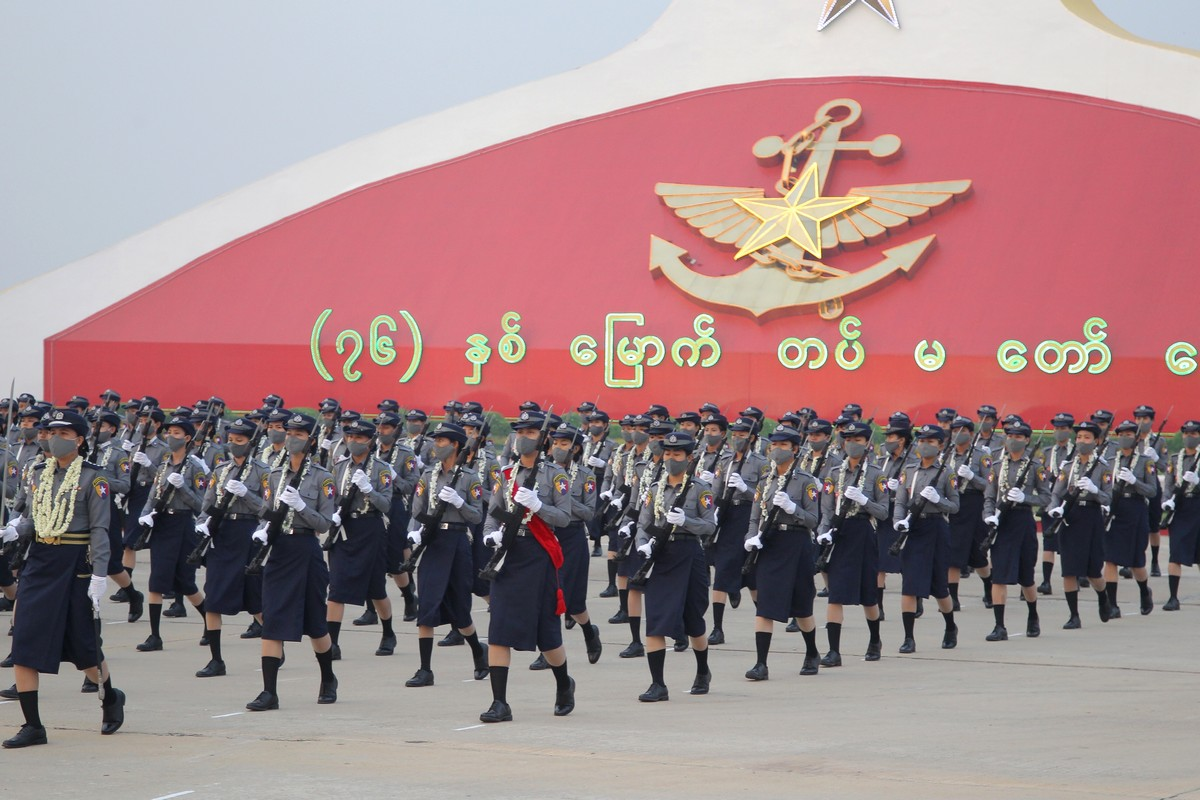
女兵方陣
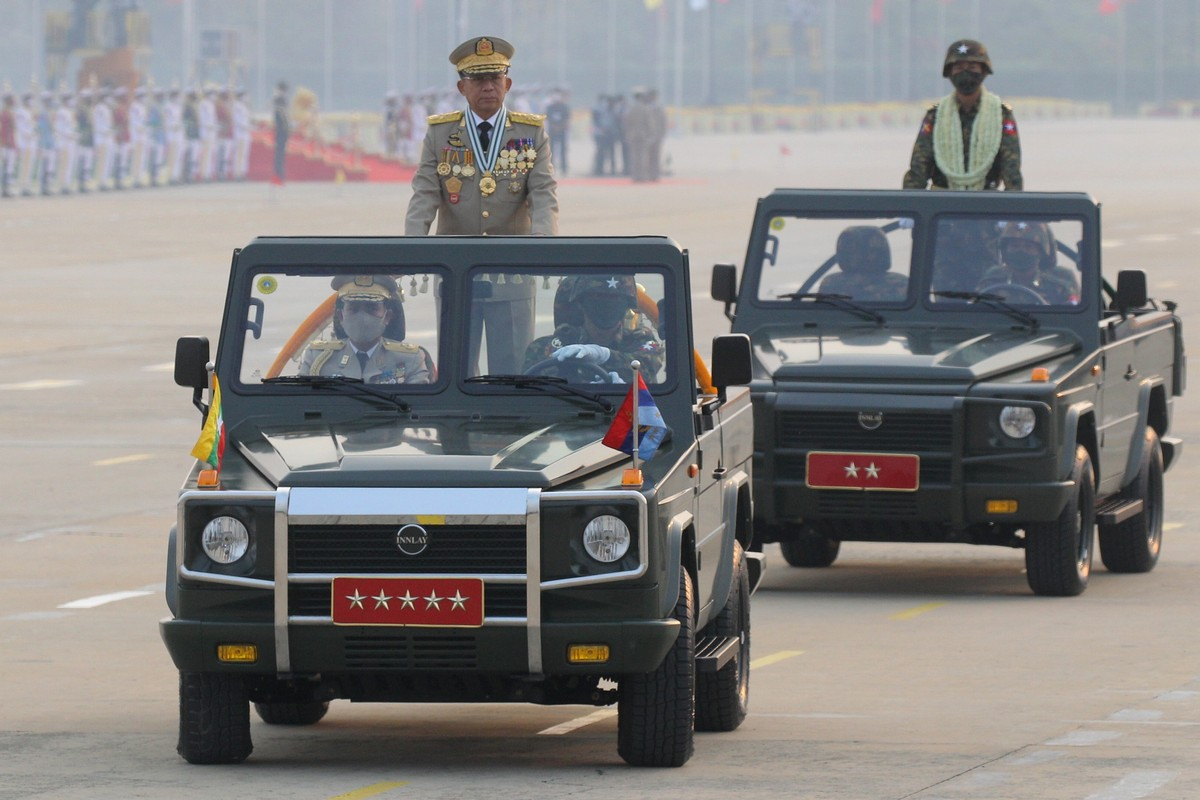
敏昂來檢閱軍隊
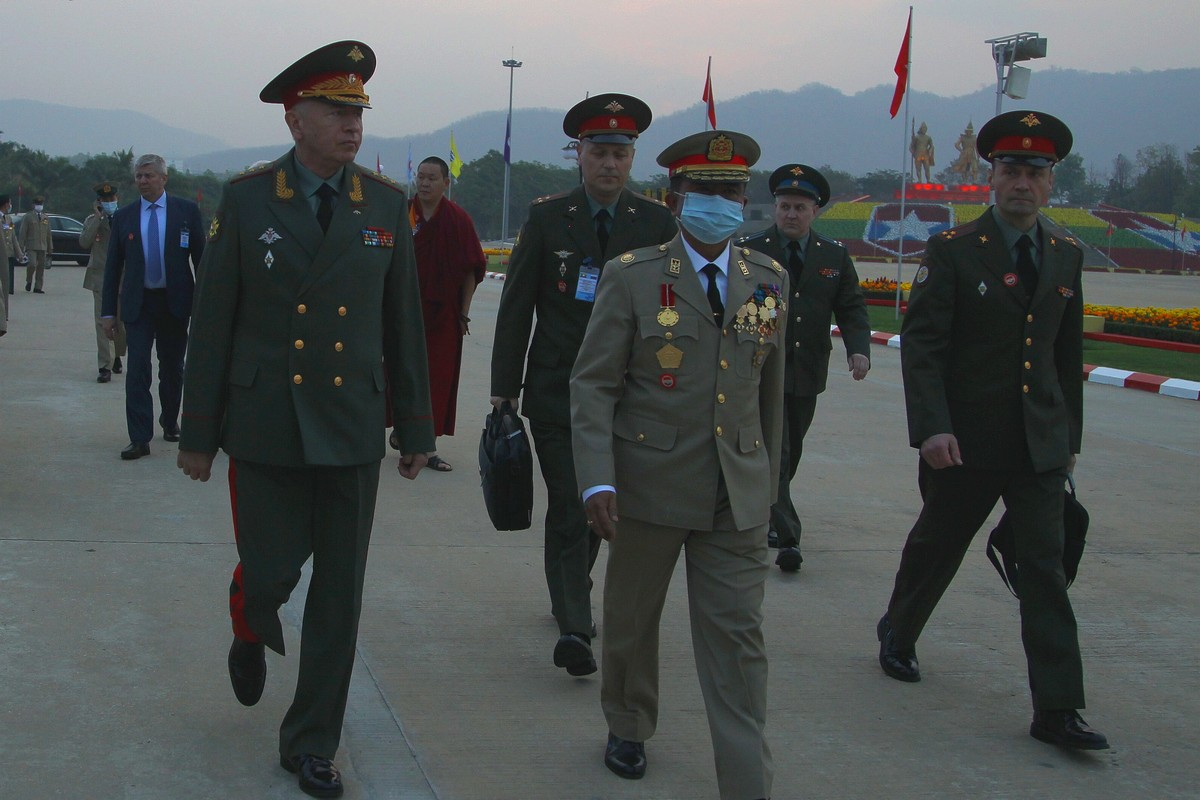
亞歷山大·福明（英语：Alexander Fomin）出席閱兵